# Вес Ремзи
Вес Ремзи (енгл. Wes Ramsey; Луивил, САД, 6. октобар 1977) је амерички глумац.
Најпознатији је по улози Кристијана Маркелија у филму Latter Days и Вајата Халивела у серији Чари.

## Филмографија

### Филмови
| Улоге Вес Ремзи |              |                                      |                                                         |          |
| Година          | Српски назив | Изворни назив                        | Улога                                                   | Напомена |
| 2001.           |              |                                      |                                                         |          |
| 2003.           |              |                                      | Кристијан Маркели                                       |          |
| 2005.           |              |                                      |                                                         |          |
| 2005.           |              |                                      | Мартин Бридлав                                          |          |
|                 |              | - (2006, као Форк) - (2007, као Вил) |                                                         |          |
| 2008.           |              |                                      |                                                         |          |
| 2008.           |              |                                      | Брам Стокер - (2008, као Џеј) - (2009, као Питер Истон) |          |

### Телевизијске улоге
- (2000–2002, as Сем Спенсер)
- (2003, as "Greg")
- Место злочина: Мајами (2003, 2009–2010, као Кип Мартин и Дејв Бентон)
- Чари (2003–2006; Вајат Халивел)
- (2009, Овен Кент)
- Хероји (2009, Рој)
- Доктор Хаус (2010, Мајлс)
- (2010, Грег Кевин)

|-
| 2010. || ||  ||
|-
| || || The Playboy Club (2011, Макс)